# Marko Pavlović
Marko Pavlović (Kompolje kraj Otočca, 26. listopada 1900. – Celje, svibanj 1945.), bio je ustaški pukovnik. Uz Vladimira Metikoša zapovijedao je ustaškim i domobranskim postrojbama u pobjedi nad četnicima od 30. ožujka do 8. travnja 1945. godine na Lijevča polju. Bio je zapovjednik 17. divizije u II. zboru Hrvatskih oružanih snaga.

## Životopis
Bio je časnik u kraljevskoj jugoslavenskoj vojsci, a početak Drugog svjetskog rata dočekao je u činu kapetana na dužnosti u mostarskom popunidbenom zapovjedništvu. Nakon proglašenja NDH pristupa Hrvatskom domobranstvu i dobiva čin satnika. Godine 1942. primljen je u Ustašku vojnicu, a u listopadu iste godine preuzima zapovjedništvo Ustaškim obrambenim zdrugom sa sjedištem u Lipiku.
U lipnju 1943. unaprijeđen je u čin bojnika, a 1944. u ustaškog pukovnika. Na mjestu zapovjednika Ustaškoga obrambenoga zdruga ostaje do travnja 1945. godine. Tada je stupio na dužnost zamjenika zapovjednika Ustaškog zbora sa sjedištem u Sisku, Vjekoslava Maksa Luburića.
General Pavlović je 2. travnja 1945. godine u Bosansku Gradišku prebacio oklopni sklop iz Novske i topnički sklop iz Nove Gradiške te poslao još dvije pješačke bojne. Metikoš i Pavlović sastali su se u Bosanskoj Gradiški i dogovorili plan napada. Tako su 5. bojnu 10. stajaćeg djelatnoga zdruga postavili u mjesto Vrbačko kao osiguranje od mogućeg partizanskoga napada. Inače su partizanske su postrojbe svo vrijeme bile u blizini, ali se u sam tijek bitke nisu uplitale. Toga istoga dana, u 12:00 sati, ustaško je topništvo s tri mjesta započelo paljbu na četnički Sandžački korpus. Istodobno je ustaški oklopni sklop od 24 oklopna vozila i četiri tenka „Tigar” punom brzinom ušao u Doline i vatrom iz strojnica započeo pucati po četnicima koji su počeli bježati. Nakon sat vremena borba je okončana. Ustaške snage zarobile su 400 četnika, među njima i nekoliko časnika, dok je na bojnom polju ostalo ležati oko 2 000 mrtvih i ranjenih četnika.
Pri povlačenju u svibnju 1945. godine izvršio je samoubojstvo u blizini Celja.